# ベン・アメラ

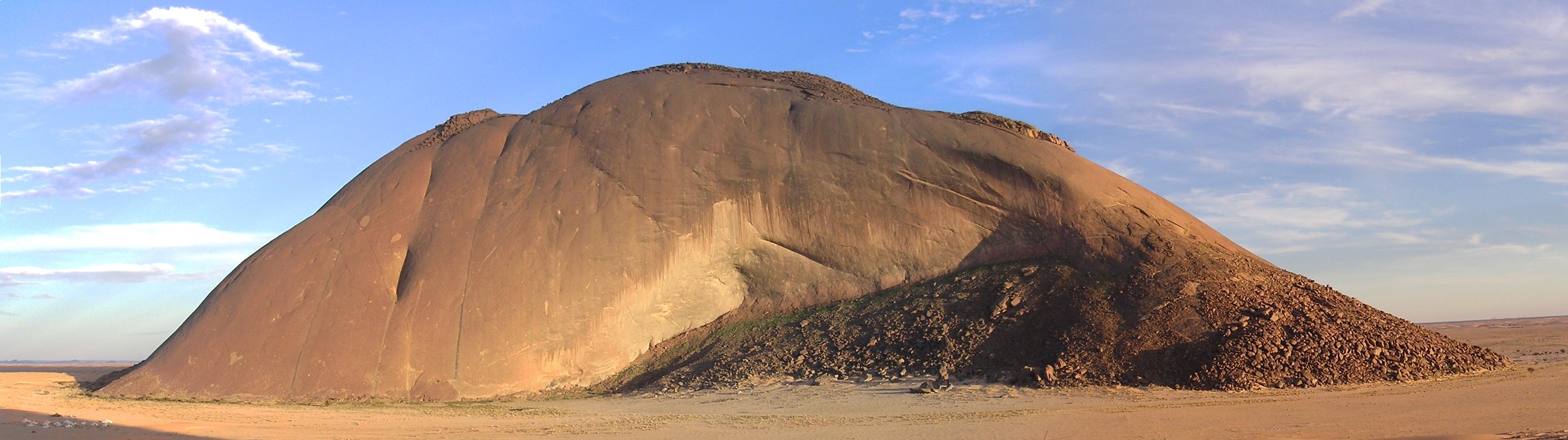
ベン・アメラ

ベン・アメラ（Ben Amera）は、モーリタニアのアドラル州にある一枚岩。

## 概要
オーストラリアのマウント・オーガスタス、ウルルに次いで世界で三番目、アフリカでは最大の一枚岩とされ、地表からの高さは633m。鉄鉱石の搬出のために建設されたモーリタニア鉄道の線路から北に約4km、西サハラとの国境近くに位置する。
ベン・アメラの西には、より小さい別の一枚岩であるアイシャ（Aïsha）がある。その麓には、ミレニアムを記念して、1999年に12人の世界的なアーティストが彫刻をした石がある。

## 観光
ベン・アメラへアクセスするには、直線距離で南東に約100km離れた州都アタールが最寄りの都市となる。その道程は砂漠で舗装路が無いため、四輪駆動車で向かう。また、ベン・アメラ周辺に一切の施設は無く、事前に食料品などの準備が必要となる。